# Rúben
Rúben nebo přepisováno též jako Ruben (hebrejsky רְאוּבֵן‎, Re'uven) je jméno prvorozeného syna Jákoba a jeho manželky Ley. Je považován za předka jednoho z izraelských kmenů. Vykladači se shodují na tom, že v hebrejštině má jeho jméno zhruba tento význam: „Vizte, syna(a)!“, či „Hleďte-syn“. Někteří vykladači se však domnívají, že by jméno mohlo mít základ v jihoarabském výrazu rá'bán, jenž znamená „náčelník“. Prvorozenství té doby totiž v sobě zahrnovalo očekávání převzetí vůdčího postavení v rámci rodu.
Rúben však prvorozenské právo ztratil po incidentu s Jákobovým lůžkem. Biblická zpráva sice tento incident popisuje jako cizoložství s Bilhou, ženinou jeho otce, nicméně židovští komentátoři Tóry tento popis vnímají jako narážku na nepatřičnost jeho chování po smrti Ráchel, nejmilejší otcovy ženy, která zemřela při porodu nejmladšího Jákobova syna Benjamína. Rúben totiž očekával, že otec po smrti Ráchel přemístí své lůžko k jeho matce, jež byla otcovou právoplatnou manželkou. Otec však své lůžko přemístil do stanu Bilhy, která se ujala péče o poloosiřelého novorozence. Ta ale byla pouhou Jákobovou ženinou a služkou jeho právě zemřelé ženy. Rúbenovi se to nelíbilo a vnímal to, jako znevážení své matky. Proto vstoupil do stanu Bilhy a otcovo lůžko přemístil do stanu své matky. Tím ovšem Rúben hrubě narušil nedotknutelnost soukromí manželského vztahu svého otce a bylo mu proto odňato jeho vůdčí postavení.